# 平群郡
- 令制国一覧 > 畿内 > 大和国 > 平群郡
- 日本 > 近畿地方 > 奈良県 > 平群郡

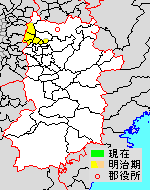
奈良県平群郡の範囲

平群郡（へぐりぐん）は、奈良県（大和国）にあった郡。

## 郡域
1880年（明治13年）に行政区画として発足した当時の郡域は、下記の区域にあたる。
- 生駒郡の全域
- 大和郡山市の一部（八条町、馬司町、池沢町、今国府町、椎木町以南）
- 生駒市の一部（概ね南田原町、あすか野北、あすか野南以北を除く）

## 歴史

### 古代
7世紀後半までに飽波郡を編入した。

#### 郷
『和名類聚抄』に記される郡内の郷。
- 那珂
- 飽波（阿久奈美）
- 平群（倍久利）
- 夜麻
- 坂門
- 額田（奴加多）

#### 式内社
『延喜式』神名帳に記される郡内の式内社。
| 神名帳                                                      | 神名帳                       | 神名帳   | 神名帳                           | 比定社                 | 比定社                   | 比定社 | 集成 |
| 社名                                                        | 読み                         | 格       | 付記                             | 社名                   | 所在地                   | 備考   | 集成 |
| ----------------------------------------------------------- | ---------------------------- | -------- | -------------------------------- | ---------------------- | ------------------------ | ------ | ---- |
| 平群郡 20座（大12座・小8座）                                |                              |          |                                  |                        |                          |        |      |
| 竜田坐天御柱国御柱神社 二座 （龍田坐天御柱国御柱神社 二座） | タツタニマスアマノミハシラノ | 並名神大 | 月次新嘗                         | 龍田大社               | 奈良県生駒郡三郷町立野   |        |      |
| 竜田比古竜田比女神社 二社 （龍田比古龍田比女神社 二社）     | タツタヒコタツタヒメノ       | 小       |                                  | （論）龍田神社         | 奈良県生駒郡斑鳩町龍田   |        |      |
| 竜田比古竜田比女神社 二社 （龍田比古龍田比女神社 二社）     | タツタヒコタツタヒメノ       | 小       | （論）龍田比古神社・龍田比売神社 | 奈良県生駒郡三郷町立野 | 龍田大社摂社             |        |      |
| 往馬坐伊古麻都比古神社 二座                                 | イコマニマス-                | 並大     | 月次新嘗                         | 往馬坐伊古麻都比古神社 | 奈良県生駒市壱分町       |        |      |
| 平群石床神社                                                | ヘクリノイハトコノ           | 大       | 月次新嘗                         | 平群石床神社           | 奈良県生駒郡平群町越木塚 |        |      |
| 伊古麻山口神社                                              | イコマノヤマクチ             | 大       | 月次新嘗                         | 生駒山口神社           | 奈良県生駒郡平群町櫟原   |        |      |
| 平群神社 五座                                               | ヘクリノ                     | 並大     | 月次新嘗                         | 平群神社               | 奈良県生駒郡平群町西宮   |        |      |
| 久度神社                                                    | クトノ                       | 小       |                                  | 久度神社               | 奈良県北葛城郡王寺町久度 |        |      |
| 平郡坐紀氏神社                                              | ヘクリ-                      | 名神大   | 月次新嘗                         | 平群坐紀氏神社         | 奈良県生駒郡平群町上庄   |        |      |
| 猪上神社                                                    | ヰカミノ                     | 小       |                                  | 猪上神社               | 奈良県生駒郡平群町信貴畑 |        |      |
| 船山神社                                                    | フナヤマノ                   | 小       |                                  | 船山神社               | 奈良県生駒郡平群町三里   |        |      |
| 御櫛神社                                                    | ミクシノ                     | 小       |                                  | 御櫛神社               | 奈良県生駒郡平群町椹原   |        |      |
| 神岳神社                                                    | カンヲカノ カミヲカ          | 小       |                                  | 神岳神社               | 奈良県生駒郡斑鳩町神南   |        |      |
| 雲甘寺坐楢本神社                                            | -ナラモトノ                  | 小       |                                  | 雲甘寺坐楢本神社       | 奈良県生駒郡平群町梨木   |        |      |
| 凡例を表示                                                  |                              |          |                                  |                        |                          |        |      |

### 近世
「旧高旧領取調帳」に記載されている明治初年時点での支配は以下の通り。幕府領は奈良奉行が管轄。●は村内に寺社領が、○は村内に寺社除地が存在。（76村）
| 知行         | 知行               | 村数 | 村名 |
| ------------ | ------------------ | ---- | --- |
| 幕府領       | 幕府領             | 33村 | 久安寺村、○南畑村、●○菅田村、●○立野村、●○法隆寺村、●○服部村、○上庄村、○吉田村、下垣内村、若井村、○西宮村、○三井村、○稲葉車瀬村、○小吉田村、○興留村、○東勢野村、西勢野村、○東福寺村、越木塚村、○椹原村、○宮堂村、○八条村、○長安寺村、○東安堵村、○西村、○窪田村、五百井村、○阿波村、○岡崎村、○笠目村、○柏木村、西安堵村、○竜田村、安右衛門新田 |
| 幕府領       | 旗本領             | 8村  | 小瀬村、小平尾村、萩原村、○有里村、谷田村、辻村、○俵口村、小明村 |
| 幕府領       | 幕府領・旗本領     | 2村  | ○信貴畑村、●○額田部村 |
| 藩領         | 大和郡山藩         | 20村 | ○山崎村、壱分村、小倉寺村、鬼取村、大門村、藤尾村、西畑村、鳴川村、椿木村、乙田村、白石畑村、西向村、○池沢村、○馬司村、櫟原村、梨本村、○福貴畑村、○椣原村、○高安村、○椎木村 |
| 幕府領・藩領 | 幕府領・郡山藩     | 2村  | ○福貴村、○幸前村 |
| 幕府領・藩領 | 旗本領・郡山藩     | 1村  | 菜畑村 |
| その他       | 奈良楽人領         | 7村  | ○神南村、中ノ宮村、安明寺村、平等寺村、椿井村、○惣持寺村、目安村 |
| その他       | 幕府領・奈良楽人領 | 2村  | 新家村、岩井村 |
| その他       | 寺社除地           | 1村  | 今国府村 |

### 近代
- 慶応4年
  - 2月5日（1868年2月27日）[10] - 奈良奉行の管轄地域が奈良府の管轄となる。
  - 5月21日（1868年7月10日） - 寺社領・旗本領が奈良府の管轄となる。
  - 7月29日（1868年9月15日） - 奈良府が改称して奈良県（第1次）となる。
- 明治4年
  - 7月14日（1871年8月29日） - 廃藩置県により、藩領が郡山県の管轄となる。
  - 11月22日（1872年1月2日） - 第2次府県統合により、全域が奈良県の管轄となる。
- 明治初年（79村）
  - 菅田村が分割して南菅田村・北菅田村となる。
  - 額田部村が分割して額田部村寺方・額田部村南方・額田部村北方となる。
- 明治9年（1876年）（79村）
  - 4月18日 - 第2次府県統合により堺県の管轄となる。
  - このころ東勢野村・西勢野村が合併して勢野村となる。
  - このころ椿木村が櫟原村に合併。
- 明治10年（1877年）（74村）
  - 吉田村・新家村が合併して吉新村となる。
  - 中ノ宮村・安明寺村・岩井村が合併して三里村となる。
- 明治12年（1879年） - 惣持寺村が勢野村に合併。（73村）
- 明治13年（1880年）4月15日 - 郡区町村編制法の堺県での施行により、行政区画としての平群郡が発足。添上郡奈良町に「奈良郡役所」が設置され、同郡および添下郡・山辺郡・広瀬郡とともに管轄したが、まもなく「添上添下山辺広瀬平群郡役所」に改称。
- 明治14年（1881年）2月7日 - 大阪府の管轄となる。
- 明治20年（1887年）11月4日 - 奈良県（第2次）の管轄となる。

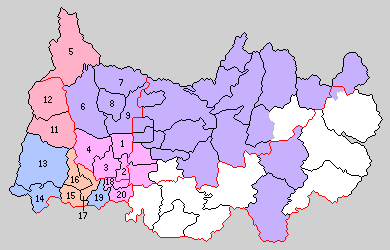
11.南生駒村 12.北生駒村 13.明治村 14.三郷村 15.竜田村 16.法隆寺村 17.富郷村 18.本多村 19.安堵村 20.平端村（赤：生駒市 橙：生駒郡斑鳩町 青：合併なし 1 - 9は添下郡）

- 明治22年（1889年）4月1日 - 町村制の施行により、以下の町村が発足。（10村）
  - 南生駒村 ← 小瀬村、乙田村、小平尾村、萩原村、藤尾村、西畑村、鬼取村、大門村、小倉寺村、有里村、壱分村（現・生駒市）
  - 北生駒村 ← 山崎村、谷田村、俵口村、小明村、辻村、菜畑村（現・生駒市）
  - 明治村 ← 西向村、櫟原村、椣原村、上庄村、梨本村、吉新村、三里村、白石畑村、平等寺村、下垣内村、鳴川村、福貴村、福貴畑村、久安寺村、信貴畑村、椹原村、越木塚村、若井村、西宮村、椿井村（現・生駒郡平群町）
  - 三郷村 ← 勢野村、立野村、南畑村（現・生駒郡三郷町）
  - 竜田村 ← 竜田村、神南村、稲葉車瀬村、小吉田村、五百井村、服部村、目安村（現・生駒郡斑鳩町）
  - 法隆寺村 ← 法隆寺村、東福寺村（現・生駒郡斑鳩町）
  - 富郷村 ← 三井村、幸前村、高安村、興留村、阿波村（現・生駒郡斑鳩町）
  - 本多村 ← 今国府村、椎木村、馬司村、池沢村（現・大和郡山市）
  - 安堵村 ← 東安堵村、西安堵村、笠目村、窪田村、岡崎村（現・生駒郡安堵町）
  - 平端村 ← 長安寺村、柏木村、額田部村寺方、額田部村南方、額田部村北方、西村、八条村、宮堂村（現・大和郡山市）
  - 南菅田村・北菅田村が山辺郡二階堂村の一部となる。
- 明治24年（1891年）4月2日 - 竜田村が町制施行して竜田町となる。（1町9村）
- 明治29年（1896年）9月1日 - 明治村が改称して平群村となる。
- 明治30年（1897年）4月1日 - 郡制の施行のため、添下郡・平群郡の区域をもって生駒郡が発足。同日平群郡廃止。

## 行政
奈良郡長→堺県添上・添下・山辺・広瀬・平群郡長
| 代 | 氏名 | 就任年月日                | 退任年月日               | 備考         |
| -- | ---- | ------------------------- | ------------------------ | ------------ |
| 1  |      | 明治13年（1880年）4月15日 |                          |              |
|    |      |                           | 明治14年（1881年）2月6日 | 大阪府に移管 |

大阪府添上・添下・山辺・広瀬・平群郡長
| 代 | 氏名 | 就任年月日               | 退任年月日                | 備考         |
| -- | ---- | ------------------------ | ------------------------- | ------------ |
| 1  |      | 明治14年（1881年）2月7日 |                           |              |
|    |      |                          | 明治20年（1887年）11月3日 | 奈良県へ移管 |

奈良県添上・添下・山辺・広瀬・平群郡長
| 代 | 氏名 | 就任年月日                | 退任年月日                | 備考                           |
| -- | ---- | ------------------------- | ------------------------- | ------------------------------ |
| 1  |      | 明治20年（1887年）11月4日 |                           |                                |
|    |      |                           | 明治30年（1897年）3月31日 | 添下郡との合併により平群郡廃止 |